# キッドナップ・ツアー
『キッドナップ・ツアー』は角田光代による児童文学小説。「理論社の人気作家YA文学セット」シリーズより1998年11月に刊行された。別居中のだらしない父とちょっぴりクールな小学校5年生の娘とのひと夏の「ユウカイ」旅行を通して、父娘の絆を描く。第46回（1999年）産経児童出版文化賞フジテレビ賞、第22回（2000年）路傍の石文学賞受賞作。
2003年7月に新潮文庫より文庫化され、2016年にドラマ化された。

## あらすじ
夏休みになり小学校5年生のハルは失踪中の父に「ユウカイ」される。父はハルを人質にお母さんと何かの取引をするが、ハルは久々に会った父の「ユウカイ」に心を躍らせ、様々な場所へ泊まり歩くうちに父と心を通わせていく。

## 書誌情報
- キッドナップ・ツアー（1998年11月、理論社、ISBN 978-4-652-07167-0）
- キッドナップ・ツアー（2003年7月1日、新潮文庫、ISBN 978-4-10-105821-4）

## テレビドラマ
「夏休みドラマ」としてテレビドラマ化され、NHK総合テレビジョンにて2016年8月2日の19時30分から20時43分に放送された。主演の妻夫木聡は本作で初めて父親役に挑戦した。

### キャスト
- タカシ - 妻夫木聡[2]
- ハル - 豊嶋花
- キョウコ - 木南晴夏
- ゆうこちゃん - 夏帆
- ちず - 原涼子
- 神林 - 新井浩文
- 住職 - 上田耕一
- 佐々木 - ムロツヨシ
- のりちゃん - 満島ひかり
- 清江 - 八千草薫

### スタッフ
- 原作 - 角田光代
- 音楽 - 河野丈洋
- 撮影 - 夏海光造
- プロデューサー - 塚村悦郎
- 制作統括 - 千葉聡史、関英祐、杉田浩光
- 脚本・演出 - 岸善幸（テレビマンユニオン）
- 制作 - NHKエンタープライズ
- 制作・著作 - NHK、テレビマンユニオン